# Energía específica
La energía específica es la energía por unidad de masa. Se utiliza para cuantificar, por ejemplo, el calor almacenado u otras propiedades termodinámicas de sustancias, como la energía interna específica, entalpía específica, la energía libre de Gibbs específica y la energía libre de Helmholtz específica. También se puede utilizar para la energía cinética o energía potencial de un cuerpo.  La energía específica es una propiedad intensiva, mientras que la energía y la masa son propiedades extensivas. 
La unidad del SI para la energía específica es el Julio por kilogramo (J/kg).  Otras unidades todavía en uso en algunos contextos son las kilocalorías por gramo (Cal/g o kcal/g), sobre todo en temas relacionados con la alimentación, vatios por kilogramo en el campo de las baterías (W/kg). El gray y el sievert son medidas especializadas para la energía específica absorbida por los tejidos del cuerpo en forma de radiación. La siguiente tabla muestra los factores de conversión a J/kg: 
| Unidad | SI equivalente |
| ------ | -------------- |
| kcal/g | 4,187 MJ/kg    |
| Wh/kg  | 3,6 kJ/kg      |
| kWh/kg | 3,6 MJ/kg      |

El concepto de energía específica está relacionada con, pero distinta de, la noción química de energía molar, es decir de energía por mol de una sustancia. Aunque un mol de una sustancia tiene una masa molar definida, el mol es técnicamente una unidad adimensional, un número puro (el número de moléculas de la sustancia que está siendo medido, dividido por la constante de Avogadro). Por lo tanto, para las cantidades molares como la entalpía molar, se utilizan unidades de energía por mol, como J/mol, kJ/mol o el más antiguo (aunque sigue siendo ampliamente utilizado) kcal/mol. 
Para un cuadro con la energía específica de muchos combustibles diferentes, así como de las baterías, consulte el artículo sobre la densidad de energía.